# Pauli Jørgensen
Etvin Pauli Carl Jørgensen  (4. december 1905 på Frederiksberg i København – 30. oktober 1993 på Frederiksberg i København) var en dansk fodboldspiller, der spillede for BK Frem og som i 1971 blev kåret til den mest værdifulde spiller i DBU's første 50 år som forbund. Pauli Jørgensen spillede 47 landskampe for Danmark og scorede 44 mål.
Han startede sin karriere i B 1908 i 1916, men skiftede i 1918 til BK Frem, hvor han spillede en enkelt sæson. I 1924 vendte han tilbage til BK Frem, hvor han spillede 283 kampe, indtil han stoppede karrieren i 1942. I den tid scorede han 245 mål for klubben og var med til at vinde fire danske mesterskaber. Han spillede også ca. 75 kampe for repræsentations-holdet Stævnet. 
I 1943-1944 vandt han endnu et mesterskab med BK Frem, denne gang som træner.
Pauli Jørgensen spillede fodbold til langt op i 1980'erne, hvilket gav ham en plads i Guinness Rekordbog som den ældste aktive spiller.
I en periode var Pauli Jørgensen sportsjournalist tilknyttet Land og Folk.
Pauli Jørgensen havde en rolle som dansk landsholdsspiller i Per-Axel Branners svenske langfilm Hans livs match (1932).

## Klubber
- 1916-1917: B 1908
- 1918-1919: BK Frem
- 1920-1923: Boldklubben Fix
- 1924-1942: BK Frem